# 알파AI
알파AI(AlphaAI)는 임플란트와 온열매트를 주로 생산하는 코스닥 상장 기업이다. MDS테크가 대주주이다.
설립 후 30년간 병원용 의료기기와 가정용 헬스케어 사업 분야의 제품을 생산해 왔다. 매출은 임플란트 등이 60%, 온열매트가 40% 가량으로 이루어진다.

## 역사
알파AI(구 알파녹스)는 1974년 우일공업사라는 이름으로 설립하여 국산 수술기구를 최초로 생산했던 기업이다. 1977년에는 솔고산업사로 사명을 변경하였다. 1995년 법인으로 전환하고 사명을 솔고로 변경했다. 코스닥에는 2000년도에 상장되었다. 2025년 7월 30일 알파AI로 사명이 변경했다.

## 실적
회사의 실적은 좋지 못해, 2011년부터 매년 적자를 보고 있다. 2015년에도 영업이익 적자를 기록하면 코스닥 규정상 상장폐지 요건에 해당한다. 그럼에도 불구하고 증시에서의 거래량은 상당히 많은 편이다. 그것은 증시에서 대표적인 테마주 종목이기 때문이다.

## 테마주
알파AI는 실적이 안좋음에도 불구하고 몇가지 테마주에 편입되어 실적과 무관하게 급등한 일이 있다.
2012년 안철수 테마주로 분류되어 정치상황에 따라 급등락했던 일이 있다. 500원 안팎의 동전주에 불과했던 알파녹스는 2012년 말 2,563원까지 상승했으나 2014년 8월까지 주가는 꾸준히 하락, 고점대비 6분의 1에 불과하게 되었다.
2015년 초반에도 동전주 상태였던 알파녹스는 같은 해 6월 가격제한폭 확대 후 크게 상승하기 시작하여 슈넬생명과학, 지엠피, 케이디건설 등과 함께 동전주 테마로 분류된다. 당해 6월에서 7월 사이에 2.5배나 폭등했다. 이는 실적과는 무관하게 순전히 테마에 의한 급등인 셈이다.

## 자회사 합병
알파AI는 삼성메디슨의 계열사인 메디너스의 지분 14.02%를 소유하고 있다. 이에 2014년 9월 삼성전자가 삼성메디슨을 합병한다는 소식으로 저점 대비 2배 이상 급등한 일이 있다. 삼성전자는 이후 의료기기사업부를 분사시켜 2015년 4월 삼성메디슨과 통합했다.
또하나의 계열사 솔고파이로일렉은 가스실린더용 자켓히터 3종이 국내를 비롯해 유럽, 중국에서 방폭 인증을 획득했다. 특히 솔고파이로일렉은 그린에너지를 위한 부품소재 연구소를 자체 설립해 우수한 내열성과 내마모성을 자랑하는 유리섬유가 함유된 실리콘러버 시트형 자켓히터를 개발, 삼성전자 중국 시안 반도체공장 및 화성 사업장에 납품을 완료하기도 했다.

## 유상증자
2024년 유상증자에서 구주주 청약에 이어 일반공모 청약까지 진행했지만, 청약률이 60%를 하회했다.

## 같이 보기
- 동전주
- 동전주 테마
- 테마주

## 참고 문헌
- 와이즈에프엔
- 솔고바이오 회사연혁